# 清水忠史
清水 忠史（しみず ただし、1968年5月5日 - ）は、日本の政治家、元お笑い芸人。日本共産党所属の元衆議院議員（2期）。日本共産党中央委員、日本共産党大阪府委員会副委員長。清水ただしとも。

## 来歴
大阪府吹田市生まれ。大阪経済大学経営学部II部中退。飲食店勤務の傍ら漫才コンビ、ツインタワーを結成、1993年から1995年まで松竹芸能に所属し芸能活動を行う。同期はオセロ、ますだおかだ等。その後、阪神・淡路大震災のボランティアを通じて日本共産党を知り、1997年4月に同党へ入党。
2003年の大阪府議会議員選挙候補を経て、2007年には大阪市会議員選挙に福島区選挙区から立候補、初当選（トップ当選）を果たす。なお、この選挙において、同区では20年ぶりに共産党が議席を獲得している。任期途中の2010年、同市会議員を辞職し第22回参議院議員通常選挙に大阪府選挙区から立候補するも当選はならなかった。市議時代は場外車券売場進出反対の他、大阪厚生年金病院を守る運動を市民との共同で推進。
原発再稼動反対、日米安保反対などの政策をマニフェストにし、日本共産党大阪府委員会副委員長にもなっている。
2012年の第46回衆議院議員総選挙に大阪4区から立候補し落選。
2014年の第47回衆議院議員総選挙に大阪4区から立候補。小選挙区では、中山泰秀に敗れるが重複立候補した比例近畿ブロックで順位3位で比例復活し初当選した。
2017年の第48回衆議院議員総選挙に大阪4区から立候補。小選挙区で中山に敗れ、比例復活もならず落選した。
2019年4月、宮本岳志の衆議院大阪12区補欠選挙立候補に伴い、議員を退職（自動失職）したことにより、同月16日に行われた選挙会で清水の繰り上げ当選が決定し、翌17日告示された。
2020年12月、Twitterで新型コロナウイルスに感染したことを公表した。
2021年、第49回衆議院議員総選挙に大阪4区から立候補。小選挙区で日本維新の会の美延映夫に敗れ、重複立候補していた比例近畿ブロックでも党の獲得議席が2議席にとどまり、名簿登載順位3位だった清水は比例復活できず落選した。
2023年9月、日本共産党は次期総選挙において、清水を大阪4区で擁立する事を発表した。
2024年の第50回衆議院議員総選挙では、小選挙区で美延に再び敗れ、重複立候補していた比例近畿ブロックでも党の獲得議席が2議席にとどまり、名簿登載順位3位だった清水は比例復活できず落選した。
2024年11月15日、2025年の第27回参議院議員通常選挙に大阪選挙区から出馬することを表明した。2025年7月20日の投開票の結果、定数4人に対し19人中8位で落選。

## 政策
- 2016年2月12日、首相官邸前で高浜原発の再稼働に抗議するデモ行動に参加し、電力会社が自由民主党に多額の献金を行う実態を示した上で企業団体献金の廃止を主張した[19]。
  - 憲法改正と集団的自衛権の行使に反対。
  - アベノミクスを評価しない。
  - 原発は日本に必要ない。
  - 村山談話・河野談話を見直すべきでない。
  - ヘイトスピーチを法律で規制することに賛成[20]。
- 選択的夫婦別姓制度導入に賛成[21]。

## 所属していた議員連盟
- 水制度改革議員連盟[22]
- 自転車活用推進議員連盟[23]
- 空襲被害者等の補償についての立法措置による解決を考える議員連盟（空襲議連）[24]
- 日韓議員連合[25]

## エピソード
- 特技は合気道、バナナの叩き売り[3]。後者については「極楽亭ぺんぎん」の芸名も持つ[26]。
- 大阪市会議員辞職後の2010年2月より、大阪放送にて「ラジオ派遣村」のパーソナリティを務める（同年8月よりインターネット番組「派遣村TV」に移行し、2013年3月終了）[6]。
  - パーソナリティを務めた「ラジオ派遣村」は貧困ジャーナリズム賞を受賞した[3]。
- 2013年4月から2015年2月22日まで、Kiss FM KOBEにて「Charge up RADIO」のパーソナリティを務めた。
- 2016年12月、統合型リゾート（IR）整備推進法案の審議において、持統天皇が発令したすごろく禁止令を引き合いに「あなた方は天皇が決めたことを破るんですか」と発言し、カジノ法案に反対の意見表明を行った[27]。

## 選挙歴
| 当落 | 選挙                     | 執行日         | 年齢 | 選挙区             | 政党       | 得票数     | 得票率 | 定数 | 得票順位 /候補者数 | 政党内比例順位 /政党当選者数 |
| ---- | ------------------------ | -------------- | ---- | ------------------ | ---------- | ---------- | ------ | ---- | ------------------ | ---------------------------- |
| 落   | 2003年大阪府議会議員選挙 | 2003年4月13日  | 34   | 大阪市福島区選挙区 | 日本共産党 | 5884票     | 30.86% | 1    | 2/2                | /                            |
| 当   | 2007年大阪市会議員選挙   | 2007年4月8日   | 38   | 福島区選挙区       | 日本共産党 | 6852票     | 32.64% | 2    | 1/4                | /                            |
| 落   | 第22回参議院議員通常選挙 | 2010年07月11日 | 42   | 大阪府選挙区       | 日本共産党 | 36万6105票 | 9.36%  | 3    | 6/10               | /                            |
| 落   | 第46回衆議院議員総選挙   | 2012年12月16日 | 44   | 大阪府第4区        | 日本共産党 | 2万5694票  | 10.40% | 1    | 4/5                | 3/2                          |
| 比当 | 第47回衆議院議員総選挙   | 2014年12月14日 | 46   | 大阪府第4区        | 日本共産党 | 3万1478票  | 14.83% | 1    | 3/4                | 3/4                          |
| 繰当 | 第48回衆議院議員総選挙   | 2017年10月22日 | 49   | 大阪府第4区        | 日本共産党 | 3万6825票  | 19.45% | 1    | 3/3                | 3/2                          |
| 落   | 第49回衆議院議員総選挙   | 2021年10月31日 | 53   | 大阪府第4区        | 日本共産党 | 2万4469票  | 10.50% | 1    | 4/4                | 3/2                          |
| 落   | 第50回衆議院議員総選挙   | 2024年10月27日 | 56   | 大阪府第4区        | 日本共産党 | 3万3585票  | 15.39% | 1    | 3/5                | 3/2                          |
| 落   | 第27回参議院議員通常選挙 | 2025年07月20日 | 57   | 大阪府選挙区       | 日本共産党 | 22万3291票 | 5.30%  | 4    | 6/19               | /                            |